# Бад-Зоден-Зальмюнстер
Бад-Зоден-Зальмюнстер (нем. Bad Soden-Salmünster) — город в Германии, в земле Гессен. Подчинён административному округу Дармштадт. Входит в состав района Майн-Кинциг. Население составляет 13 600 человек (на 31 декабря 2010 года). Занимает площадь 58,62 км². Официальный код — 06 4 35 002.
Протекает река Зальц.

## Города-побратимы
- Гильран-Гранж (Франция)
- Чортков (Украина)